# 別海ジャンボ牛乳&別海ジャンボホタテバーガー
別海ジャンボ牛乳&別海ジャンボホタテバーガー（べっかいジャンボぎゅうにゅうアンドべっかいジャンボホタテバーガー）とは、2008年に作られた北海道野付郡別海町のご当地グルメである。

## 歴史
- 2008年（平成20年）4月24日：別海町食と観光のまちづくり実行委員会設立。
  - 5月10日：「新・ご当地グルメで別海町を元気に!」と題して「北海道じゃらん」編集長ヒロ中田により講演。
  - 6月12日：第1回研究開発試作会。
  - 6月18日：第2回研究開発試作会。
  - 6月26日：第3回研究開発試作会。
  - 7月3日：最終研究開発試作会。
  - 7月25日：新・ご当地グルメの提供店6店舗と地域有志による普及推進組織「別海ジャンボグルメ推進協議会」が設立。「新・ご当地グルメ発表会」として別海ジャンボ牛乳&別海ジャンボホタテバーガーを町民及び関係者100人にお披露目・試食会を開いた。関係者は「これを機会に牛乳とホタテの消費拡大につなげたい」と話した。[1][2]
  - 7月26日：デビュー。マスコットキャラクター「ピーコちゃん」誕生[3]。
  - 9月24日 - 29日：札幌市大通公園5丁目で開かれた「さっぽろオータムフェスト2008」に出展[4]。
- 2009年（平成21年）1月9日 - 12日：ふるさと祭り東京2009に出展[5]。
- 2010年（平成22年）7月10日 - 11日：新・ご当地グルメグランプリ北海道2010 in 丘のまち美瑛 初代グランプリ獲得、人気度部門第1位。
- 2011年（平成23年）7月2日 - 3日：新・ご当地グルメグランプリ北海道2011 in オホーツク北見 グランプリ獲得、2連覇。味部門第1位、人気度部門第1位。
  - 10月8日 - 9日：とっとりバーガーフェスタVo.3～全国ご当地バーガーグランプリ～　初代日本一獲得。
- 2012年（平成24年）7月7日 - 8日：新・ご当地グルメグランプリ北海道2012 in 別海 グランプリ獲得、3連覇達成。総合1位、味部門第1位、人気度部門第1位、コストパフォーマンス部門第1位の完全制覇。殿堂入り。

## 定義

### 別海ジャンボ牛乳
別海ジャンボ牛乳は、べつかい乳業興社の牛乳500 mlのジャンボサイズで提供される。その目的は別海ジャンボ牛乳公式の冒頭紹介文では「ゴクゴク飲める後味のよさ・夏にぴったりの冷たい牛乳」としている他、2008年7月26日付の北海道じゃらん公式編集スタッフブログでは、「生乳生産日本一の別海町を広く知らしめるために開発された新・ご当地グルメの牛乳・飲用スタイルである」と説明されている。

### 別海ジャンボホタテバーガー
別海ジャンボホタテバーガーは、別海町・野付産の肉厚のジャンボホタテ（2 Lサイズ以上）をまるごと春巻きの皮で包み、これを揚げて、レタスや玉ねぎをメインとしたマリネ、森永乳業別海工場産のモッツァレラチーズのスライス等と一緒にバンズではさむ。バンズは北海道産小麦、水の代わりに別海牛乳、自家培養酵母種を主に作られている。公式サイト紹介文は「驚きと旨みがギュッと凝縮遊び心満載の新メニュー」。
また、同じく北海道じゃらん編集スタッフブログに於いては別海北方展望塔「白鳥台」で冬期に「四角い太陽」を見ることが出来ることをモチーフに、別海ジャンボ牛乳と共に提供しようと開発したのが「別海ジャンボホタテバーガー」であり、春巻きにしたジャンボホタテを四角い道産小麦バンズに挟んだユニークなバーガーである、と説明している。

## ルール
下記ルール定義3.にある通り、「4点セットで提供されること」が制定されているのでどちらのジャンボメニューも単体で供給されることはない。
1. バンズの上と下、マリネの上の合計3箇所に各店オリジナルの3種のソースがそれぞれ使用される。
2. バーガーは組み立てられておらず、自分で具材を重ねていくオープンサンドスタイルで提供される。
3. 別海ジャンボ牛牛乳と別海ジャンボホタテバーガーは、これらに北海道産じゃがいものフライドポテトと各店オリジナルのサイドメニューによる4点セットで提供される。

## 提供店舗一覧
店舗ごとにオリジナルソース及びオリジナルサイドメニューがある。
双葉（双葉寿司）（別海町別海緑町25）
| オリジナルソース         | ベースソース                 | 味噌ソース                               |
| オリジナルソース         | サブソース                   | マヨネーズとケチャップ、タバスコのソース |
| オリジナルソース         | メインソース                 | からしマヨネーズソース                   |
| オリジナルサイドメニュー | 別海産ホッキ貝入りのグラタン | 別海産ホッキ貝入りのグラタン             |
野付半島ネイチャーセンター　レストラントドワラ（別海町野付）
| オリジナルソース         | ベースソース     | 甘味噌ソース     |
| オリジナルソース         | サブソース       | オーロラソース   |
| オリジナルソース         | メインソース     | マヨネーズソース |
| オリジナルサイドメニュー | 野付産あさり蒸し | 野付産あさり蒸し |
レストランはまなす（別海旭町Aコープべつかい2F）
| オリジナルソース         | ベースソース                   | 味噌ソース                     |
| オリジナルソース         | サブソース                     | ケチャップとマヨネーズのソース |
| オリジナルソース         | メインソース                   | マヨネーズと洋がらしのソース   |
| オリジナルサイドメニュー | 具だくさんのホットミルクパスタ | 具だくさんのホットミルクパスタ |
ポークチャップの店 ロマン（別海町別海鶴舞町120-3）
| オリジナルソース         | ベースソース | 味噌ソース             |
| オリジナルソース         | サブソース   | ケチャップソース       |
| オリジナルソース         | メインソース | わさびマヨネーズソース |
| オリジナルサイドメニュー | カレースパ   | カレースパ             |
カフェ・オーク（別海町別海宮舞町256-1）
| オリジナルソース         | ベースソース                                                       | 甘味噌ソース                                                       |
| オリジナルソース         | サブソース                                                         | 自家製トマトのソース                                               |
| オリジナルソース         | メインソース                                                       | 別海産ヨーグルト入りマヨネーズ                                     |
| オリジナルサイドメニュー | 自家焙煎コーヒー / べつかいのアイスクリーム屋さん3種 / いずれか1品 | 自家焙煎コーヒー / べつかいのアイスクリーム屋さん3種 / いずれか1品 |